# 氮化镥
氮化镥是一种无机化合物，化学式为LuN。它是立方晶系晶体，空间群F3m3。它可由镥在1600 °C和氮气反应制得：
2Lu + N
2  →  2LuN
它可以用于合成Lu3Si5ON9、Lu6Si11ON20等化合物。